# Parava, Bacău
Parava là một xã thuộc hạt Bacău, România. Dân số thời điểm năm 2002 là 3410 người.